# キガシラムクドリモドキ
キガシラムクドリモドキ（学名：Xanthocephalus xanthocephalus）は、スズメ目ムクドリモドキ科に分類される鳥類の一種。

## 分布
- 新北区に生息する。